# Теодорос Тунусідіс
Теодорос Тунусідіс (швед. Θεόδωρος Τουνουσίδης; нар. 13 січня 1984, Стокгольм) — шведський та грецький борець греко-римського стилю, чемпіон Європи серед кадетів, чемпіон та срібний призер чемпіонатів Європи серед юніорів, срібний призер Середземноморських ігор, бронзовий призер Північного чемпіонату, учасник Олімпійських ігор.

## Життєпис
Боротьбою почав займатися з 1997 року. До 2001 року представляв Швецію. З 2002 року виступає за збірні команди Греції.
Виступав за спортивний клуб P.O.P. Халкіда. Тренери — Нено Йовановіч (з 2009), Шандор Чергоє (з 2009), Джиммі Самуельссон (з 2009).

## Спортивні результати на міжнародних змаганнях

### Виступи на Олімпіадах
| Змагання                    | Збірна | Вагова категорія                 | Місце |
| --------------------------- | ------ | -------------------------------- | ----- |
| Літні Олімпійські ігри 2008 | Греція | греко-римська боротьба, до 96 кг | 16    |

### Виступи на Чемпіонатах світу
| Змагання                        | Збірна | Вагова категорія                 | Місце |
| ------------------------------- | ------ | -------------------------------- | ----- |
| Чемпіонат світу з боротьби 2003 | Греція | греко-римська боротьба, до 84 кг | 13    |
| Чемпіонат світу з боротьби 2006 | Греція | греко-римська боротьба, до 96 кг | 9     |
| Чемпіонат світу з боротьби 2009 | Греція | греко-римська боротьба, до 96 кг | 14    |
| Чемпіонат світу з боротьби 2010 | Греція | греко-римська боротьба, до 84 кг | 17    |
| Чемпіонат світу з боротьби 2011 | Греція | греко-римська боротьба, до 84 кг | 17    |

### Виступи на Чемпіонатах Європи
| Змагання                         | Збірна | Вагова категорія                 | Місце |
| -------------------------------- | ------ | -------------------------------- | ----- |
| Чемпіонат Європи з боротьби 2006 | Греція | греко-римська боротьба, до 96 кг | 5     |
| Чемпіонат Європи з боротьби 2008 | Греція | греко-римська боротьба, до 96 кг | 22    |
| Чемпіонат Європи з боротьби 2009 | Греція | греко-римська боротьба, до 96 кг | 13    |
| Чемпіонат Європи з боротьби 2010 | Греція | греко-римська боротьба, до 96 кг | 8     |
| Чемпіонат Європи з боротьби 2011 | Греція | греко-римська боротьба, до 84 кг | 14    |

### Виступи на Європейських іграх
| Змагання              | Збірна | Вагова категорія                 | Місце |
| --------------------- | ------ | -------------------------------- | ----- |
| Європейські ігри 2015 | Швеція | греко-римська боротьба, до 98 кг | 12    |

### Виступи на Середземноморських іграх
| Змагання                    | Збірна | Вагова категорія                 | Місце  |
| --------------------------- | ------ | -------------------------------- | ------ |
| Середземноморські ігри 2009 | Греція | греко-римська боротьба, до 96 кг | Срібло |

### Виступи на Кубках світу
| Змагання                    | Збірна | Вагова категорія                 | Місце |
| --------------------------- | ------ | -------------------------------- | ----- |
| Кубок світу з боротьби 2015 | Швеція | греко-римська боротьба, до 98 кг | 6     |

### Виступи на Північних чемпіонатах
| Змагання                            | Збірна | Вагова категорія                 | Місце  |
| ----------------------------------- | ------ | -------------------------------- | ------ |
| Північний чемпіонат з боротьби 2015 | Швеція | греко-римська боротьба, до 98 кг | Бронза |

### Виступи на інших змаганнях
| Змагання                                                         | Збірна | Вагова категорія                 | Місце  |
| ---------------------------------------------------------------- | ------ | -------------------------------- | ------ |
| Гран-прі Німеччини з боротьби 2003                               | Греція | греко-римська боротьба, до 84 кг | 4      |
| Кубок Ядегара Імама 2006                                         | Греція | греко-римська боротьба, до 96 кг | Срібло |
| Гран-прі Німеччини з боротьби 2007                               | Греція | греко-римська боротьба, до 96 кг | 12     |
| Олімпійський кваліфікаційний турнір з боротьби 2008 (Роме-Остія) | Греція | греко-римська боротьба, до 96 кг | 14     |
| Олімпійський кваліфікаційний турнір з боротьби 2008 (Новий Сад)  | Греція | греко-римська боротьба, до 96 кг | Срібло |
| Міжнародний турнір «Cristo Lutte» 2011                           | Греція | греко-римська боротьба, до 84 кг | Срібло |
| Золотий Гран-прі з боротьби 2012 (Стамбул)                       | Греція | греко-римська боротьба, до 84 кг | 17     |
| Турнір Дана Колова — Николи Петрова 2012                         | Греція | греко-римська боротьба, до 96 кг | 5      |
| Олімпійський кваліфікаційний турнір з боротьби 2012 (Софія)      | Греція | греко-римська боротьба, до 84 кг | Бронза |
| Олімпійський кваліфікаційний турнір з боротьби 2012 (Тайюань)    | Греція | греко-римська боротьба, до 84 кг | #Н/Д   |
| Олімпійський кваліфікаційний турнір з боротьби 2012 (Гельсінкі)  | Греція | греко-римська боротьба, до 84 кг | 14     |
| Тор Мастерс 2014                                                 | Швеція | греко-римська боротьба, до 98 кг | 6      |
| Відкритий чемпіонат Стокгольма з боротьби 2014                   | Швеція | греко-римська боротьба, до 98 кг | 7      |
| Гран-прі Німеччини з боротьби 2014                               | Швеція | греко-римська боротьба, до 98 кг | 18     |
| Кубок Арво Хаавісто 2014                                         | Швеція | греко-римська боротьба, до 98 кг | Золото |
| Гран-прі Парижа з боротьби 2015                                  | Швеція | греко-римська боротьба, до 98 кг | 9      |
| Гран-прі FILA 2015                                               | Швеція | греко-римська боротьба, до 98 кг | 13     |

### Виступи на змаганнях молодших вікових груп
| Змагання                                          | Збірна | Вагова категорія                 | Місце  |
| ------------------------------------------------- | ------ | -------------------------------- | ------ |
| Північний чемпіонат з боротьби серед кадетів 2000 | Швеція | греко-римська боротьба, до 85 кг | Золото |
| Чемпіонат Європи з боротьби серед кадетів 2000    | Швеція | греко-римська боротьба, до 76 кг | 4      |
| Північний чемпіонат з боротьби серед кадетів 2001 | Швеція | греко-римська боротьба, до 85 кг | Золото |
| Чемпіонат Європи з боротьби серед кадетів 2001    | Швеція | греко-римська боротьба, до 85 кг | Золото |
| Північний чемпіонат з боротьби серед юніорів 2001 | Швеція | греко-римська боротьба, до 85 кг | Срібло |
| Чемпіонат Європи з боротьби серед юніорів 2002    | Греція | греко-римська боротьба, до 85 кг | Срібло |
| Чемпіонат світу з боротьби серед юніорів 2003     | Греція | греко-римська боротьба, до 84 кг | 5      |
| Чемпіонат Європи з боротьби серед юніорів 2004    | Греція | греко-римська боротьба, до 96 кг | Золото |